# جان أوغاسبيان
جان لطفيك اوغسبيان، عسكري سابق، وسياسي ونائب حالي في البرلمان اللبناني، من مواليد مدينة بيروت في العام 1954. متأهل من السيدة ناديا حلوان وله ابنة واحدة تدعى ريتا.

## نشأته ودراسته وعمله
تلقى علومه الابتدائية والثانوية في مدرسة الشانفيل، ثم دخل المدرسة الحربية وتخرج منها برتبة ملازم سنة 1977. حاز على إجازة العلوم الاجتماعية من الجامعة اللبنانية سنة 1979. وأجرى دورة في علم الإدارة والموازنة في الولايات المتحدة الأميركية سنة 1995.
خدم في الجيش اللبناني وتدرج فيه منهياً خدمته برتبة عقيد سنة 2000.

## في السياسة
انتخب نائباً عن بيروت، في العام 2000 وعيد انتخابه في الأعوام 2005 و 2009 على لائحة الرئيس رفيق الحريري، وكان عضواً في لجنتي البيئة، والدفاع والداخلية والبلديات، وفي المجلس الأعلى لمحاكمة الرؤساء والوزراء. عين عضواً في لجنة الصداقة البرلمانية اللبنانية ـ البريطانية، وفي لجنة الصداقة البرلمانية مع كوبا وروسيا وتونس.

## في الوزارة
عيّن، وزير دولة لشؤون التنمية الإدارية، في تموز سنة 2005، في حكومة الرئيس فؤاد السنيورة.

## مؤلفاته
له كتاب في «أمن وحماية الشخصيات».

## وصلات خارجية
- سيرة جان أوغاسبيان في موقع مجلس النواب اللبناني
- نبذة عن جان أوغسبيان في موقع 14 آذار
- سير جان أوغاسبيان في موقع مؤسسة الفكر العربي